# Úrbel del Castillo
Úrbel del Castillo est une commune d'Espagne de la province de Burgos dans la communauté autonome de Castille-et-León.

## Administration
| Période                                  | Période | Identité            | Étiquette | Qualité |
| ---------------------------------------- | ------- | ------------------- | --------- | ------- |
| 2007                                     |         | Jesús Puente Crespo |           |         |
| Les données manquantes sont à compléter. |         |                     |           |         |